# Псевдочума по птиците
Псевдочумата по птиците (на латински: Pseudopestis avium), нарича се още Нюкясълска болест (на английски: Newcastle disease) е остро силно контагиозно вирусно заболяване по птиците със септицемично-токсичен характер по домашните и дивите птици, главно кокошките и по-рядко пуйките, фазаните и токачките.
Протича като епизоотия в акутна или субакутна клинична проява. Причинява значителни икономически загуби в птицевъдството. При човека предизвиква леки инапарентни инфекции, поради което заболяването се приема и за зооноза.

## Исторически сведения за болестта
За първи път псевдочумата е установена на остров Ява, Индонезия през 1926 г. (Kraneveld). Описана е като инфекциозно заболяване, което причинява големи икономически щети. Авторът я нарича псевдочума или Bathavia disease. Почти по същото време подобна болест е наблюдавана в при стадо птици близо до Нюкасъл ъпон Тайн, Англия (Doyle). Оттук и получава името си Нюкясълска болест. През 1927 г. Doyle установява, че причинителя е филтруем, т.е. вирус и отделя болестта като самостоятелна нозологична единица. Днес болестта е широко разпространена в целия свят като широко разпространение придобива през периода на Втората световна война. В България за пръв път е констатирана през есента на 1943 г. (Семерджиев).

## Етиология
Псевдочумата се причинява от Парамиксовирус. Това биват патогенни щамове на птичия Парамиксовирус тип 1 (APMV-1), а понякога макар и рядко, вирулентни щамове на Парамиксовирусите при гълъбите (APMV1), които могат да причинят поява на заболяване при домашните птици. Вирусът има неправилна сферична форма. Съдържа груповоспецифичен нуклеопротеинен антиген и типовоспецифичен хемаглутинин. Антигенно стабилен е, но се изолират теренни щамове с различна степен на вирулентност като биват:
- Велогенни – силно патогенни
- Мезогенни – средно патогенни
- Лентогенни – слабо патогенни

Вирусът се съхранява във външната среда за дълго време като при ниски температури в замразени органи над 1 година, в изсушени органи до 200 дни, в замразено месо до 287 дни, в яйцата при хладилни условия до 538 дни.
Повлияват го дезинфекционни средства са натриевата основа (1 – 2%), хлорната вар (1 – 5%), вареното мляко (10 – 20%).

## Епизоотология
При естествени условия най-чувствителни са кокошките и папагалите. По-рядко боледуват пуйки, фазани и токачки, а водоплаващите птици са устойчиви. Наблюдава се и възрастова и породна устойчивост. Така например пилетата са по-чувствителни и боледуват тежко.
Вирусът прониква алиментарно и аерогенно. Предизвиква виремия и попада в ретикулоендотелната система и мозъка. Поради наличието на токсични свойства уврежда кръвоносните съдове и причинява масови кръвоизливи в храносмилателната система.

## Клинични признаци
Инкубационният период е кратък – едва 1 - 2 дни. Заболяването протича в остра (септицемична) и подостра (респираторна и нервна) форма. Острата форма се характеризира с внезапност, диария, посиняване на гребена и менгушите и висок леталитет – 70 – 100 % до 72-рия час. При подострата форма преобладават респираторните и нервни симптоми – ринит, ларинготрахеит, диария, енцефалитни смущения и извиване на шията (опистотонус) и усукване (тортиколис). Съпроводена е с намаляване на носливостта и деформация на черупката (меки яйца). При по-възрастните кокошки и пуйки се наблюдават и атипични форми.
Проникването на вируса на псевдочумата при птиците у хора може да доведе до леки преходни конюнктивити. Условието обаче да се развие е организмът да се сблъска с голямо количество вируси. Ето защо подобни клинични признаци се срещат само при лабораторни работници, гледачи и работници в птицекланици.

## Патологоанатомия
При свръхострата форма липсват характерни видими промени. В някои случаи се наблюдават многобройни точковидни кръвоизливи по епикарда, въздушните торби, мускулния стомах, гушата и дихателните пътища.
При подострата форма гребенът и менгушите са виолетови и осеяни с кръвоизливи. Характерни са измененията в храносмилателната система. Наблюдават се множество точковидни кръвоизливи. Характерни налепи се наблюдават в тънкото небце и червата. В повечето случаи са дребни, но се наблюдават и такива с големина и форма наподобяваща семка от тиква. Характерни са и точковидните кръвоизливи на границата между мускулест и жлезист стомах.

## Диагноза
Диагнозата се поставя на база характерната клиника и патологоанатомична находка. Вирусологичните изследвания определят вирулентността на щама. Вирусът се изолира от бял дроб и мозък. От серологичните методи се използва метода РЗХА.

## Диференциална диагноза
За поставяне на точна диагноза е нужно да се вземат предвид други заболявания по птиците протичащи със сходни признаци. Това са:
- Класическа чума по птиците;
- Холера по птиците;
- Инфекциозен ларинготрахеит;
- Тиф по птиците;
- Птичи грип;
- Шаркодифтерит (дифтероидна форма);
- Орнитоза;
- Аспергилоза

## Профилактика
За активна профилактика се използват живи атенуирани ваксини от лентогенни щамове. Ваксинацията се извършва на 12 дневна възраст напивно или чрез аерозол.